# Дороніна Ірина Ігорівна
Дороніна Ірина Ігорівна (народилася 9 березня 1984 року, Львівська область, Україна), Доктор економічних наук (PhD), український економіст та міжнародний фахівець з стратегічних досліджень у галузі відновлюваної та водневої енергетики, сталого проектного менеджменту, картографування потенціалу та відновлення територій, з використанням методів просторового аналізу (GIS, Mapping) та можливостей штучного інтелекту, як інструментів підтримки процесів прийняття управлінських рішень (PDA, PPF) з урахуванням потенціалу територій для реалізації проектів сталої трансформації економіки і відновлення України. Лектор, Senior Researcher та  міжнародний дослідник ETH Zurich, Гостьовий Професор TUM Німеччини, Іспанії та керівник досліджень Австрії, США. 
Експерт у сфері просторового та GIS-аналізу збитків, оцінки зеленого потенціалу для майбутньої трансформації економіки України, визначення придатних територій відповідно до підходів Цілей сталого розвитку (SDG) та Європейської зеленої угоди (Green Deal), а також розуміння ризиків переходу, екологічного впливу та соціальної прийнятності для підтримки багатокритеріального ухвалення рішень у розвитку проєктів (PDA) та післявоєнного відновлення України (PPF). Запропоновані методи поєднання просторового аналізу, карт з впливом війни на інфраструктуру України та підходи до динамічної оцінки майбутнього відновлення, були представлені засновником та президентом ESRI Jack Dangermond, як кращі практики на щорічній конференції ESRI 2024.
Як міжнародний дослідник проводить дослідження та очолює дослідницькі групи в  ETH Zurich (Switzerland) , Technical University of Munich (Germany), Yale (USA) та Київському Національному Економічному Університеті імені Вадима Гетьмана, зробивши визнаний вклад у вивчені потенціалу територій та інтеграції інструментів для відновлення територій після військових конфліктів, у напрямку декарбонізації економіки та трансформації публічного сектору. Результати досліджень оцінки впливу війни на територію України та оцінки потенціалів територій були імплементовані та опубліковані у звітах Швейцарської Агенції Захисту Цивільного Населення (BABS), GreenPeace, OSCE, IEA, IRENA. Підхід в оцінці та створені практичного інструменту для підтримки прийняття рішень для політиків високого рівня базуються на поєднані підходів сталого розвитку, стратегічного менеджменту, цифровізації, SBTi, просторового аналізу та трансформації енергетичного сектору та імплементації водневих технологій, з відповідністю до вимог прозорості, як одного з елементів подолання корупції в Україні та справедливої трансформації. 
У 2024 році брала участь створені та публікації звіту Міжнародного Енергетичного Агенства - "Розширення можливостей України через децентралізовану електроенергетичну систему. Дорожня карта для збільшення використання розподілених енергоресурсів в Україні до 2030 року" (назва англійською "Empowering Ukraine Through a Decentralised Electricity System. A roadmap for Ukraine’s increased use of distributed energy resources towards 2030", International Energy Agency (IEA).
У 2025 році брала участь у створені звіту та дорожньої карти високого політичного рівня від Міжнародного Енергетичного Агенства "Розблокування Українських Водневих Можливостей: Дорожня карта" (назва англійською  "Unlocking Ukraine’s Hydrogen Opportunity: A Roadmap", IEA, International Energy Agency). 

### Наукова діяльність та освіта

#### Освіта
- Доктор економічних наук, Київський національний економічний університет імені Вадима Гетьмана (спеціалізація: світова економіка та інституційні інвестори).
- Магістра з державного управління (MPA) при Національній Академії Державного Управління при президентові України (За рішенням Президента України і Кабінету Міністрів України та відповідно до наказу Міністерства освіти і науки України від 16 березня 2021 року № 316 «Про реорганізацію закладів освіти» Національну академію державного управління при Президентові України було реорганізовано шляхом приєднання до Київського національного університету імені Тараса Шевченка).
- Магістр міжнародної економіки з відзнакою, Київський національний економічний університет імені Вадима Гетьмана.
- Сертифікат ETH Zürich у сфері ландшафтного та екологічного планування.
- Курс "Sustainable Finance" в Університеті Цюріха

#### Професійна діяльність про сталий розвиток та енергетичну трансформацію:
- Запрошена професорка в Технічному університеті Мюнхена (TUM) та дослідниця в "REDEFINE International Future Lab" (TUM).
- Старша дослідниця в ETH Zürich (Швейцарія), Інститут науки, технологій та політики.
- Наукова радниця у Федеральному управлінні цивільного захисту Швейцарії (FOCP).
- Асоційована дослідниця Єльського університету (США).
- Доцент Київського Національного Економічного Університету імені Вадима Гетьмана.

### Наукові дослідження та внесок у сталий розвиток
Дороніна спеціалізується на оцінці сталого впливу промислових та інфраструктурних проєктів, моделюванні сталого розвитку та впровадженні ESG-критеріїв. Основні напрями досліджень:
- Оцінка економічних моделей і нормативно-правових механізмів для впровадження Європейського зеленого курсу (EU Green Deal) та Європейської таксономії.
- Стратегічні дослідження та цифрові інструменти для територіального розвитку, оцінка спроможності, післявоєнного відновлення та сталого розвитку України.
- Дослідження у сфері стратегічного управління корпоративною сталою трансформацією та подвійного матеріального впливу (double materiality impact).
- Аналіз потенціалу відновлюваної енергетики, технологій "Power to X" та водневої енергетики.
- Просторове моделювання ESG-ефекту та інтеграція геоінформаційних систем (GIS – PyPSI) у сталий розвиток.
- Розробка стратегій для промислової декарбонізації та впровадження водневої економіки.
- Дорадниця з питань політики та інфраструктурної трансформації, співавторка стратегій і дорожніх карт для трансформації України, розроблених спільно з Міжнародним енергетичним агентством (IEA).
- Спеціалістка з аналізу енергетичних ринків та просторового аналізу для розробки методологій майбутнього відновлення України.

### Громадська діяльність та експертна робота
- Експертка Комітету з питань енергетики та житлово-комунального господарства Верховної Ради України.
- Консультантка Міністерства енергетики України щодо розробки національної водневої стратегії.
- Спікерка міжнародних конференцій, зокрема Бернського університету, UCL London, ETH Zürich, а також Lugano Business Forum з відновлення України (2023).
- Спікерка Мюнхенського симпозіуму з водневої енергетики 2024 (MH2S 2024).
- Учасниця міжнародних дослідницьких платформ для оцінки інфраструктури та інтеграції України в європейський енергетичний простір.

Доктор економічних наук Дороніна Ірина є авторкою численних наукових статей і звітів з питань сталого розвитку, ESG, енергетичних ринків і кліматичних стратегій. Її дослідження підтримуються грантами Швейцарського національного наукового фонду (SNSF), Інституту гуманітарних наук (IWM, Відень, Австрія) та Фонду Олександра фон Гумбольдта (MSCA4UKRAINE, ЄС).